# Réserve naturelle de Tanamunningen
La réserve naturelle de Tanamunningen est une réserve naturelle norvégienne située dans la commune de Tana dans le comté de Finnmark. La réserve naturelle comprend le delta à l'embouchure de la rivière  Tana. La réserve a depuis 2002, le statut de site ramsar, en raison de son importance pour les oiseaux migrateurs.
La réserve a été créée en 1991 pour prendre soin d'un grand delta de la région qui est d'importance internationale en tant qu'aire de repos pour les oiseaux d'eau. La zone comprend la plus grande continu[pas clair] prairie de plage du nord et de la Norvège et une intéressante végétation.
Lors de chaque crue, la rivière Tana charrie de grandes quantités de débris qui se déposent dans les bancs de sable du delta. L'estuaire de Tana est le plus grand delta du pays qui ne soit pas affecté par des infrastructures et l'intervention humaine en Norvège. Cette zone est utilisée pour la mue, l'hivernage et comme lieu de repos pendant les migrations printanières et automnales d'un certain nombre d'espèces d' oiseaux des milieux humides. 
Les recensements ont permis d'enregistrer 19 espèces de canards, 5 espèces d'oies, 22 espèces d'échassiers, 14 espèces de goélands et plusieurs autres oiseaux des milieux humides. La zone est particulièrement importante comme lieu de repos pour le saumon. 